# Miami PanAm International 2001
Die Miami PanAm International 2001 im Badminton fanden Anfang November 2001 statt.

## Sieger und Platzierte
| Disziplin    | Gold                                     | Silber                          | Bronze                        |
| ------------ | ---------------------------------------- | ------------------------------- | ----------------------------- |
| Herreneinzel | Kevin Han                                | Conrad Hückstädt                | Khankham Malaythong           |
| Herreneinzel | Kevin Han                                | Conrad Hückstädt                | Tjitte Weistra                |
| Dameneinzel  | Meiluawati                               | Sandra Jimeno                   | Ximena Bellido                |
| Dameneinzel  | Meiluawati                               | Sandra Jimeno                   | Mesinee Mangkalakiri          |
| Herrendoppel | Howard Bach Kevin Han                    | Tjitte Weistra Pedro Yang       | Eric Go Khankham Malaythong   |
| Herrendoppel | Howard Bach Kevin Han                    | Tjitte Weistra Pedro Yang       | Bradley Graham Charles Pyne   |
| Damendoppel  | Mesinee Mangkalakiri Meiluawati          | Sandra Jimeno Doriana Rivera    | Lee Ann Alwine Kokoe Tanaka   |
| Damendoppel  | Mesinee Mangkalakiri Meiluawati          | Sandra Jimeno Doriana Rivera    | Maria Delgado Lina Taft       |
| Mixed        | Khankham Malaythong Mesinee Mangkalakiri | Bradley Graham Nigella Saunders | Tjitte Weistra Doriana Rivera |
| Mixed        | Khankham Malaythong Mesinee Mangkalakiri | Bradley Graham Nigella Saunders | Mathew Fogarty Lina Taft      |